# Großharras
Großharras est une commune autrichienne du district de Mistelbach en Basse-Autriche.

## Géographie
Großharras se trouve dans le Weinviertel (coin du vin) en Basse-Autriche, dans les collines au sud de la rivière Pulkau, à peu près à mi-chemin entre Laa an der Thaya et Haugsdorf. Zwingendorf (de), qui en fait partie, se trouve sur la route B 45 qui traverse la vallée du Pulkautal.
Cette Marktgemeinde s'étend sur 42,65 km². 2,63 % de cette surface sont couverts de forêts.
Le communautés cadastrales (Katastralgemeinden (de)) sont Diepolz, Großharras et Zwingendorf.
Au premier janvier 2013, Großharras compte 1135 habitants.